# Свети Нирса и Јосиф
Свети Нирса и Јосиф су хришћански мученици и светитељи страдали у Персији.
Свети Нирса је био епископ у Персији и имао је ученика Јосифа. Као праве слуге Христове, они су водили хришћански врлински живот испуњујући закон Христов.
Епископ Нирса је Јосифа произвео за свог наследника на епископском трону. Персијанци су у њихово доба били пагани, обожавали су сунце као бога, клањали се сунцу и предавали се разним пороцима. Свети Нирса и Јосиф ревносно проповедали Јеванђеље Христово, и многе незнабошце обратили су вери у Истинитога Бога и научили их побожном животу.
Персијски цар Шапур II, који је у то време покренуо великии прогон хришћана, приморао их је да се поклањају сунцу и огњу, као боговима. Чувши да епископи Нирса и Јосиф, изобличавају заблуду Персијанаца и многе од њих обраћају у хришћанство, цар је наредио да их ухвате и доведу к њему.
Када су их довели, цар им је наредио да се поклоне огњу или да се припреме на муке и смрт, а светитељи су на то неустрашиво одговорили:
Ако би ти, царе, могао да нас по смрти нашој и седам пута васкрсаваш за мучења, ти нас ни тиме не би одвојио од љубави наше према Христу.
Чувши такав одговор, цар се разљутио и наредио да им се одмах одсеку главе.
Њихово мученичко страдање догодило се између 343. и 350. године.
Спомен у православној цркви празнује се 20. новембра по јулијанском календару.